# Schizoglossa novoseelandica
Schizoglossa novoseelandica ist der Name einer räuberisch lebenden Schnecke aus der Familie Rhytididae in der Unterordnung der Landlungenschnecken (Stylommatophora), die in Neuseeland verbreitet ist.

## Merkmale
Schizoglossa novoseelandica hat ein kleines, flaches, recht festes, faltenstreifiges und schräg gerunzeltes Schneckenhaus, das mit einem kräftigen horngelben bis hell olivenfarbenen Periostracum bedeckt ist. Das Haus der erwachsenen Schnecke hat zwei bis zweieinhalb Umgänge. Die Gehäusemündung an der Unterseite ist breit eiförmig. Der einfache Mündungssaum wird vom Periostracum überragt. Der etwas verdickte Rand der Spindel hat zwei Höcker. Das Gehäuse wird etwa 11,5 mm lang, 8 mm breit und 2,5 mm hoch. Der Protoconch besteht aus anderthalb rasch zunehmenden Umgängen.

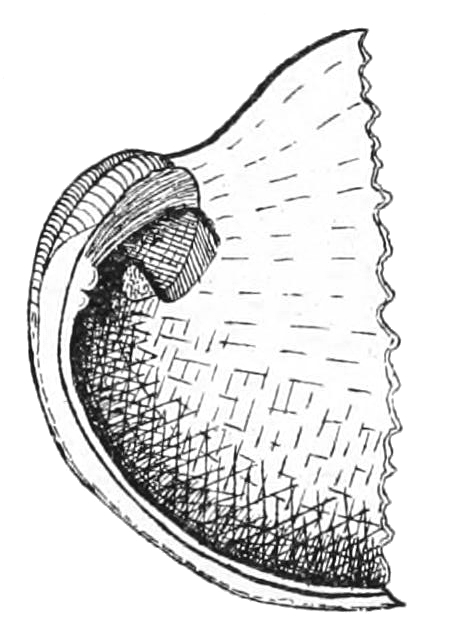
Ansicht auf den hinteren Teil der Schale von unten.

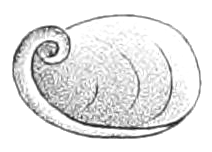
Ansicht auf die Schale von unten.

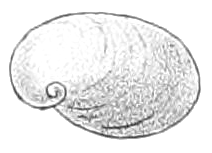
Ansicht auf die Schale von oben.

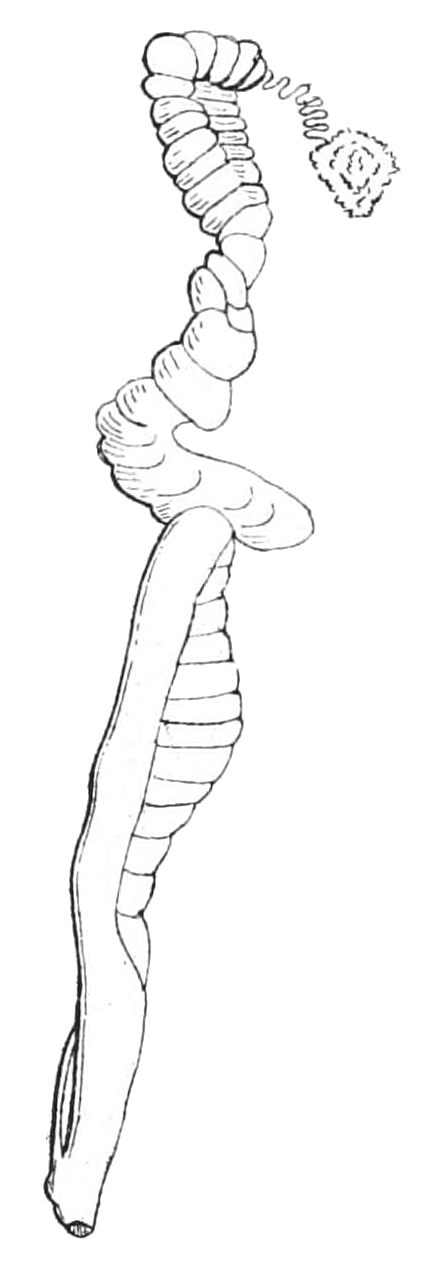
Geschlechtsorgane von Schizoglossa novoseelandica mit Zwitterdrüse (Ovotestis), Zwittergang, Eiweißdrüse, Samen-Eileiter (spermoviductus), Eileiter, Vagina, Vas deferens (Samenleiter), Penis, Genitalpore (Angaben zum Bild)

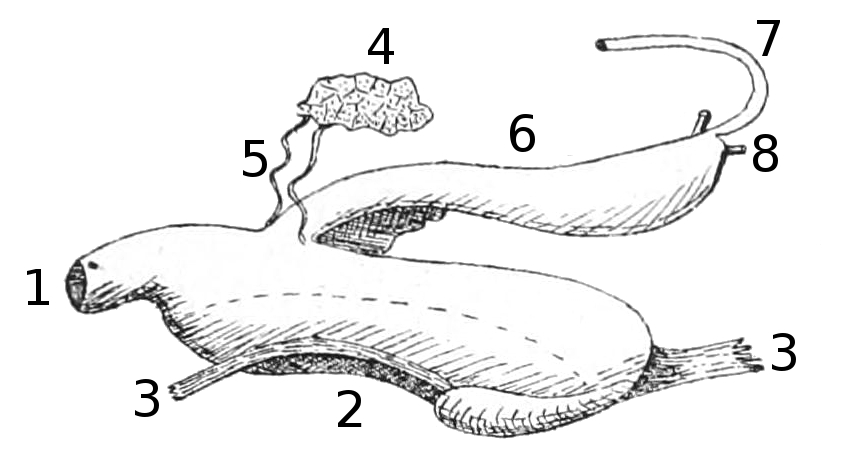
Verdauungssystem von Schizoglossa novoseelandica.
1-2 – Kauapparat (Buccalmasse),
1 – Mund,
2 – Pharynx,
3 – Retraktormuskeln des Pharynx,
4 – Speicheldrüsen,
5 – Speichelgänge,
6 – Oesophagus und Magen,
7 – Darm,
8 – Lebergänge.

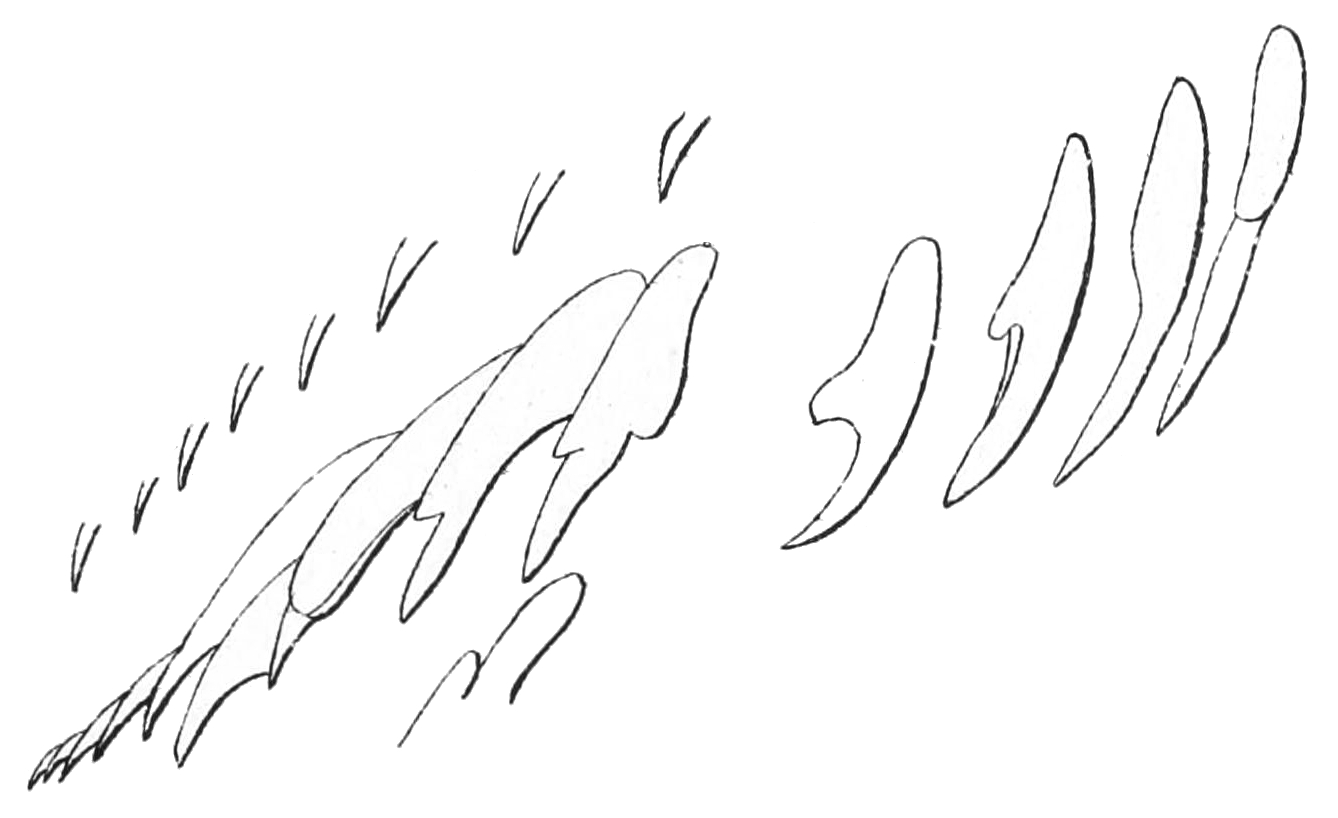
Innere halbe Zahnreihe der Radula von Schizoglossa novoseelandica.

Hinter der Schale, die sich auf der hinteren Hälfte des Körpers befindet, ragt der Schwanzteil etwas hervor. Das Schwanzende ist flach, ohne Schleimhöhle und läuft stumpf aus. Der Rand des Fußes bildet einen leichten Flansch. Zwei Furchen entlang der Mittellinie vom Mantel zur Mund begrenzen eine Reihe kleiner Knötchen. Rechts und links, zwischen dieser Mittellinie und dem Rand des Fußes, sind 2 undeutliche Furchen vom Mantel zu den Lippen erkennbar. Hinter diesen ist die Hautoberfläche durch unregelmäßige, sich auf und abwärts schlängelnde Furchen in Knötchen unterteilt. Der Mantel hat einen glatten Rand mit 2 kleinen Lappen an der Unterseite, von denen der rechte von etwas hinter der Atemöffnung nach vorn bis zu einem Drittel der Länge des Mantelrandes reicht und eine schmale Falte bildet, während der linke ein kleines, manchmal kaum erkennbares Rudiment ist. Die Fußsohle hat keinen umrissenen Mittelbereich. Es gibt zwei kleine Lippentaster. Die Schnecke ist rötlich braun mit schwarzen Flecken und oben am dunkelsten. Der Mantel und die Sohle sind aschgelb.
Die Radula ist etwa 12 mm lang und 3 mm breit. Die Radula weist manchmal in einigen ihrer 61 Zahnreihen einen rudimentären Zentralzahn auf, während die Anzahl der Seitenzähne beiderseits zwischen 24 und 28 liegt. Während Charles Hedley die Zahnformel der Radula mit 24+0+24 × 61 angab, lautet sie nach Robert C. Murdoch 26+0+26 × 61. Die innersten 4 Zähne sind klein und dünn und nehmen dann rasch an Größe zu. Der 25. Zahn ist kleiner als der 24., und der 26. ist winzig und kann gelegentlich fehlen.
Das Verdauungssystem der Schnecke enthält einen sehr großen Kauapparat (Buccale Masse) mit kräftigen Muskeln. Der Pharynx, der größte Teil der Kauapparates, ist so umfangreich, dass er fast die gesamte Länge der Eingeweidehöhle einnimmt. Der Oesophagus mündet in die Höhlung des Kauapparats von oben in deren vorderem Viertel. Der Magen besteht aus einem einfachen verlängerten Sack.
Die Geschlechtsorgane zeichnen sich durch eine starke Reduktion der männlichen Teile und das Fehlen eines Receptaculum seminis (Spermathek) aus. Der Penis ist ein kurzer Schlauch und unterscheidet sich abgesehen von seiner etwas größeren Breite nur geringfügig vom Vas deferens, einem kurzen Schlauch, der nicht scharf vom Saum abgegrenzt ist. Die Eiweißdrüse ist groß.

## Verbreitung und Vorkommen
Schizoglossa novoseelandica novoseelandica ist endemisch auf der Nordinsel Neuseelands. Zu den Fundorten gehören der Berg Kakepuku in Waikato, Wainuiomata in Wellington, Toko bei Stratford, Cape Egmont und das Schutzgebiet Mount Messenger in Taranaki, Bushy Park und Hunterville in Manawatu-Wanganui, Whangarei Heads in Northland, Ohingaiti, Kaimai Ranges zwischen Waikato und Bay of Plenty, und das Gebiet von Mount Tongariro und Lake Taupō.
|  |  |

## Lebensraum
Schizoglossa novoseelandica lebt in neuseeländischem Regenwald unter faulendem Holz, doch kriecht sie auf Beutejagd auch mehrere Meter hoch in die Bäume.

## Lebenszyklus
Die Eier von Schizoglossa novoseelandica sind weiß, hartschalig, oval und haben eine grob körnig Oberfläche. Sie sind etwa 4 mm bis 4,5 mm lang und 3 mm bis 3,75 mm breit. Die Schnecken legen im August auf einem Haufen etwa 6 bis 14 Eier, meist unter einer dichten Schicht rottender Farnblätter.

## Ernährung
Schizoglossa novoseelandica ernährt sich als Fleischfresser vor allem von Schnecken, darunter Otoconcha dimidiata aus der Unterfamilie Otoconchinae in der Familie Charopidae, und von Regenwürmern, aber auch kannibalisch von Artgenossen.

## Parasiten
1995 beschrieben Morand und Barker als Parasit in Schizoglossa novoseelandica den Fadenwurm Angiostoma schizoglossae.

## Erstbeschreibung
Schizoglossa novoseelandica wurde 1862 unter dem Namen Daudebardia novoseelandica vom deutschen Malakologen Ludwig Karl Georg Pfeiffer erstbeschrieben. Grundlage hierfür war lediglich die Schale, die ihm der deutsche Geologe Ferdinand von Hochstetter aus Neuseeland nach Deutschland gebracht hatte.